# 托雷拉里韦拉
托雷拉里韦拉，是西班牙阿拉贡自治区韦斯卡省的一个市镇。总面积32平方公里，总人口110人（2001年），人口密度3人/平方公里。